# ادگارتون (ماساچوست)
ادگارتون(به انگلیسی: Edgartown) شهرکی در شهرستان دوکز ایالت ماساچوست می‌باشد که در سال ۱۶۷۱ بنیان‌گذاری شده‌است. این شهرک در سرشماری سال ۲۰۱۰ میلادی، ۴٬۰۶۷ نفر جمعیت داشته‌است.